# Yahari ore no seishun rabukome wa machigatteiru.
Yahari ore no seishun rabukome wa machigatteiru. (jap. やはり俺の青春ラブコメはまちがっている。 Yahari ore no seishun rabukome wa machigatteiru.) – seria light novel autorstwa Wataru Watariego z ilustracjami Ponkan8, wydawana w latach 2011–2019 nakładem wydawnictwa Shōgakukan pod imprintem Gagaga Bunko.
Na podstawie light novel powstała manga Yahari ore no seishun rabukome wa machigatteiru. -Monologue- (jap. やはり俺の青春ラブコメはまちがっている。－妄言録－) publikowana od 25 września 2013 w magazynie Big Gangan, nakładem wydawnictwa Square Enix. Druga manga Yahari ore no seishun rabukome wa machigatteiru. @comic (jap. やはり俺の青春ラブコメはまちがっている。＠comic), publikowana jest w czasopiśmie Gekkan Sunday Gene-X wydawnictwa Shōgakukan od 19 grudnia 2012 roku.
W 2013 roku powstało 13-odcinkowe anime, wyprodukowane przez studio Brain’s Base. Druga seria, stworzona została przez studio Feel.
Produkcja trzeciego sezonu anime została opóźniona ze względu na pandemię COVID-19.

## Fabuła
Hachiman Hikigaya jest inteligentnym i spostrzegawczym, ale cynicznym uczniem. Jego nauczycielka, Shizuka Hiratsuka, wymusza na nim dołączenie do klubu pomocy społecznej, gdzie poznaje Yukino Yukinoshitę, wzorową uczennicę, ale wyobcowaną, podobnie jak główny bohater. Wkrótce potem przychodzi do nich po pomoc Yui Yuigahama, której idea działalności klubu na tyle się spodobała, że postanowiła do niego dołączyć.

## Obsada
Lista dubbingowanych postaci:
- Takuya Eguchi – Hachiman Hikigaya
- Saori Hayami – Yukino Yukinoshita
- Nao Tōyama – Yui Yuigahama
- Mikako Komatsu – Saika Totsuka
- Takashi Kondō – Hayato Hayama
- Marina Inoue – Yumiko Miura
- Nozomi Sasaki – Hina Ebina
- Ami Koshimizu – Saki Kawasaki
- Chado Horii – Kakeru Tobe
- Ryōka Yuzuki – Shizuka Hiratsuka
- Aoi Yūki – Komachi Hikigaya
- Mai Nakahara – Haruno Yukinoshita

## Light novel
Seria została napisana przez Wataru Watari i zilustrowana przez Ponkan8. Kolejne tomy publikowane są przez wydawnictwo Shōgakukan pod imprintem Gagaga bunko. Pierwszy tom powieści został opublikowany 18 marca 2011 roku, ostatni ukazał się 19 listopada 2019.
Tomy trzeci, czwarty, sześć i pół, siódmy i ósmy zostały wydane także w edycji specjalnej. Do edycji specjalnych tomu trzeciego, sześć i pół i siódmego dołączono odcinki audio, natomiast do tomu czwartego i ósmego dołączone zostały dodatkowe ilustracje związane z serią stworzone przez różnych artystów.
Tomy sześć i pół, siedem i pół oraz dziesięć i pół są zbiorami opowiadań. 
| Nr   | Data wydania (język japoński) | ISBN (język japoński)  |
| ---- | ----------------------------- | ---------------------- |
| 1    | 18 marca 2011                 | ISBN 978-40-9451-262-5 |
| 2    | 20 lipca 2011                 | ISBN 978-40-9451-286-1 |
| 3    | 18 listopada 2011             | ISBN 978-40-9451-304-2 |
| 4    | 16 marca 2012                 | ISBN 978-40-9451-332-5 |
| 5    | 18 lipca 2012                 | ISBN 978-4-09-451356-1 |
| 6    | 20 listopada 2012             | ISBN 978-4-09-451380-6 |
| 6,5  | 22 lipca 2014                 | ISBN 978-4-09-451501-5 |
| 7    | 19 marca 2013                 | ISBN 978-4-09-451402-5 |
| 7,5  | 20 sierpnia 2013              | ISBN 978-4-09-451434-6 |
| 8    | 19 listopada 2013             | ISBN 978-4-09-451451-3 |
| 9    | 18 kwietnia 2014              | ISBN 978-4-09-451482-7 |
| 10   | 18 listopada 2014             | ISBN 978-4-09-451523-7 |
| 10.5 | 18 marca 2015                 | ISBN 978-4-09-451542-8 |
| 11   | 24 czerwca 2015               | ISBN 978-4-09-451558-9 |
| 12   | 19 września 2017              | ISBN 978-4-09-451558-9 |
| 13   | 20 listopada 2018             | ISBN 978-4-09-451762-0 |
| 14   | 19 listopada 2019             | ISBN 978-4-09-451781-1 |

## Manga
Na podstawie serii powieści powstały trzy serie mangi. Pierwsza z nich, zatytułowana Yahari ore no seishun rabukome wa machigatteiru. -Monologue- (jap. やはり俺の青春ラブコメはまちがっている。－妄言録－ Yahari ore no seishun rabukome wa machigatteiru. －Monorōgu－), jest ilustrowana przez Rechi Kazuki i publikowana w czasopiśmie Big Gangan wydawnictwa Square Enix od 25 września 2012 roku. Do 23 marca 2020 roku wydano szesnaście tomów tej mangi.
Druga seria mangi, zatytułowana Yahari ore no seishun rabukome wa machigatteiru. @comic (jap. やはり俺の青春ラブコメはまちがっている。＠comic), jest ilustrowana przez Naomichi Io i wydawana w czasopiśmie Gekkan Sunday Gene-X wydawnictwa Shōgakukan. Pierwszy rozdział pojawił się w tym czasopiśmie 19 grudnia 2012 roku. Do 19 marca 2020 roku wydano piętnaście tomów tej mangi.
Na podstawie powieści powstaje także manga typu yonkoma, zatytułowana Yahari 4-koma demo ore no seishun rabukome wa machigatteiru. (jap. やはり4コマでも俺の青春ラブコメはまちがっている。), która jest rysowana przez Yūtę Tanedę i publikowana przez wydawnictwo Ichijinsha. Do 4 lipca 2017 roku wydano dwa tomy tej mangi.

## Anime
13-odcinkowe anime, będące adaptacją serii powieści, zostało wyprodukowane przez studio Brain’s Base. Pierwsze 12 odcinków zostało wyemitowanych od 4 kwietnia do 20 czerwca 2013 roku na kanałach TBS oraz BS-TBS. Reżyserem serii został Ai Yoshimura, za scenariusze był odpowiedzialny był Shōtarō Suga, a za projekty postaci Yū Shindō. Odcinki te obejmują materiał z pierwszych sześciu powieści. 27 czerwca 2013 roku wyemitowano także dodatkowy odcinek specjalny napisany przez Wataru Watariego specjalnie na potrzeby adaptacji.
Wataru Watari napisał także scenariusz do odcinka OVA, który został dołączony do limitowanego wydania gry na PlayStation Vita, zatytułowanej Yahari Game demo ore no seishun rabukome wa machigatteiru.. Gra ta została wydana 19 września 2013 roku.
Druga seria (także 13-odcinkowa), stworzona przez studio Feel, była emitowana w TBS od 3 kwietnia do 26 czerwca 2015.

## Odbiór
Według dorocznego przewodnika Kono Light Novel ga sugoi!, Yahari ore no seishun rabukome wa machigatteiru, była najlepszą light novel 2014 i 2015 roku. Druga seria adaptacji telewizyjnej zdobyła także drugie miejsce w kategorii „najlepsze anime” miesięcznika Newtype w 2015 roku. Ponadto drugie miejsca zajęli także Kei Oikawa (najlepszy reżyser), Shōtarō Suga (najlepszy scenariusz), Yuichi Tanaka (najlepszy projektant postaci) oraz czołówka „Harumodoki”. Recenzenci polskojęzycznego serwisu tanuki.pl wystawili pierwszej serii anime ocenę 9/10, natomiast redakcja – 8/10. Druga seria została oceniona przez recenzentów i redakcję jednakowo – przedłożyli notę 8/10.
W pierwszej połowie 2015 roku Yahari ore no seishun rabukome wa machigatteiru. była w Japonii najlepiej sprzedającą się serią light novel. W kwietniu 2017 roku w czasopiśmie Big Gangan ogłoszono, że seria została sprzedana w 5 milionach egzemplarzy.